# Baby on Board
Baby on Board (bra: Bebê a Bordo) é um filme estadunidense de 2009, dirigido por Brian Herzlinger e protagonizado por Heather Graham, John Corbett, Jerry O'Connell e Lara Flynn Boyle.

## Sinopse
Angela (Heather Graham) e Curtis (Jerry O'Connell) tem o casamento perfeito, a vida perfeita. São apaixonados, tem uma linda casa e as carreiras brilhantes. Até que Angela descobre estar grávida. E a confusão de ciúmes se alastra, e ainda sendo ajudados pelo casal de amigos Danny (John Corbett) e Sylvie (Katie Finneran). Angela está tentando virar vice-presidente na empresa onde trabalha, que tem como chefe uma mulher mandona, que não aceita o lado sexo frágil da mulher.

## Elenco
- Jerry O'Connell ... Curtis
- Heather Graham ... Angela
- John Corbett ... Danny
- Katie Finneran ... Sylvia
- Lara Flynn Boyle ... Mary
- Brian Sills ... Raphy
- Anthony Starke ... Dr. Robert Taylor
- Kirk Anderson ... Sr. Rohe
- Brittany Boardman ... Estudante de Lamaze
- Suzy Brack ... Empregada da pizzaria
- Maritza Cabrera ... Estenografo
- Cindy Chang ... Madame Kang
- Wendye Clarendon ... Professor de Lamaze
- Matt DeCaro ... Juiz
- Ithamar Enriquez ... Desconhecido
- Gene Fojtik ... Executivo
- Kevin Gudahl ... Advogado
- Jaiden Hidalgo ... Ryan Chambers
- Jordon Hodges ... Executivo

## Recepção
No agregador de críticas Rotten Tomatoes, na pontuação onde a equipe do site categoriza as opiniões da grande mídia e da mídia independente apenas como positivas ou negativas, tem um índice de aprovação de 20% calculado com base em 5 comentários dos críticos. Por comparação, com as mesmas opiniões sendo calculadas usando uma média aritmética ponderada, a nota alcançada é 4,1/10.